# Shannon Wilcox
Shannon Wilcox, alla nascita Mary Kay Wilcox (Ohio, 21 maggio 1943 – Los Angeles, 2 settembre 2023), è stata un'attrice statunitense.

## Biografia
Nata in Ohio e cresciuta in una fattoria dell'Indiana, compì gli studi a Boulder all'Università del Colorado e poi si è recata a Parigi con il desiderio di diventare una ballerina. Successivamente si stabilì a Los Angeles dove iniziò la sua carriera di attrice.
Dal 1965 fino al divorzio nel 1984, è stata la moglie del chirurgo plastico John Williams. Successivamente sposerà l'attore Alex Rocco, dal 2005 fino alla sua morte nel 2015. Era la madre dello scrittore e produttore Sean Doyle e dell'attrice e regista Kelli Williams, con la quale recitò nel film per la televisione del 2004 Un fidanzato per Natale.
È deceduta il 2 settembre 2023 a Los Angeles, all'età di 80 anni; la scomparsa è stata resa pubblica due mesi dopo, il 3 novembre.

## Carriera artistica
Allieva dell'Actors Studio, è apparsa in una ventina di pellicole e in una quarantina tra serie e film televisivi, debuttando nel 1976 nella serie Starsky & Hutch e sul grande schermo quattro anni più tardi.
Tra le serie alle quali ha preso parte ricordiamo Hawaii Squadra Cinque Zero, In casa Lawrence, New York New York, Cuore e batticuore, Magnum P.I., Mai dire sì, Buck James, dove interpretava Jenny James, Dallas, dove impersonava Anita, e più di recente NCIS: Los Angeles e Grey's Anatomy.
Sul grande schermo recitò in otto film diretti da Garry Marshall e accanto, tra gli altri, a Dudley Moore, Al Pacino, Jack Nicholson. Tra i titoli citiamo Per vincere domani - The Karate Kid, Frontiera, Pericolosamente insieme e Giorni di gloria... giorni d'amore.
Nel 1981, invitata da Sydney Pollack, fece parte del gruppo inaugurale di cineasti e attori dell'organizzazione Sundance Institute fondata da Robert Redford.

## Filmografia

### Cinema
- Agenzia divorzi (Cheaper to Keep Her), regia di Ken Annakin (1980)
- Frontiera (The Border), regia di Tony Richardson (1982)
- Niki (Six Weeks), regia di Tony Bill (1982)
- Per vincere domani - The Karate Kid (The Karate Kid), regia di John G. Avildsen (1984)
- Songwriter - Successo alle stelle (Songwriter), regia di Alan Rudolph (1984)
- Hollywood Harry, regia di Robert Forster (1985)
- Pericolosamente insieme (Legal Eagles), regia di Ivan Reitman (1986)
- Zapped! Il college più pazzo (Zapped Again!), regia di Doug Campbell e Jake Hooker (1990) – uscito solo in home video
- Paura d'amare (Frankie and Johnny), regia di Garry Marshall (1991)
- Giorni di gloria... giorni d'amore (For the Boys), regia di Mark Rydell (1991)
- I ribelli (There Goes My Baby), regia di Floyd Mutrux (1994)
- Presunta innocenza (Criminal Passion), regia di Donna Deitch (1994)
- Exit to Eden, regia di Garry Marshall (1994)
- Seven, regia di David Fincher (1995)
- Strani miracoli (Dear God), regia di Garry Marshall (1996)
- Un amore speciale (The Other Sister), regia di Garry Marshall (1999)
- Se scappi, ti sposo (Runaway Bride), regia di Garry Marshall (1999)
- The Annihilation of Fish, regia di Charles Burnett (1999)
- Pretty Princess (The Princess Diaries), regia di Garry Marshall (2001)
- Quando meno te lo aspetti (Raising Helen), regia di Garry Marshall (2004)
- Principe azzurro cercasi (The Princess Diaries 2: Royal Engagement), regia di Garry Marshall (2004)
- Crazylove, regia di Ellie Kanner (2005)
- A Year and a Day, regia di Robert Lane (2005)
- Ready or Not, regia di Sean Doyle (2009) – anche produttrice
- Scammerhead, regia di Dan Zukovic (2014)
- The Atticus Institute, regia di Chris Sparling (2015)
- The Neighborhood, regia di Frank D'Angelo (2017)

### Televisione
- Starsky & Hutch – serie TV, 2 episodi (1976-1977)
- Sirota's Court – serie TV, un episodio (1977)
- Dog and Cat – serie TV, un episodio (1977)
- Hawaii Squadra Cinque Zero (Hawaii Five-O) – serie TV, un episodio (1978)
- Kazinsky (Kaz) – serie TV, un episodio (1978)
- In casa Lawrence (Family) – serie TV, un episodio (1979)
- Cuore e batticuore (Hart to Hart) – serie TV, un episodio (1979)
- Mrs. Columbo – serie TV, un episodio (1979)
- Mai dire sì (Remington Steele) – serie TV, 2 episodi (1982-1986)
- New York New York (Cagney & Lacey) – serie TV, un episodio (1984)
- Crazy Like a Fox – serie TV, un episodio (1985)
- Magnum, P.I. – serie TV, un episodio (1985)
- Matlock – serie TV, 2 episodi (1986-1993)
- L.A. Law - Avvocati a Los Angeles (L.A. Law) – serie TV, 2 episodi (1986-1994)
- Un salto nel buio (Tales from the Darkside) – serie TV, un episodio (1987)
- Buck James – serie TV, 19 episodi (1987-1988)
- Alien Nation – serie TV, un episodio (1989)
- Scuola di football (1st & Ten) – serie TV, un episodio (1989)
- Due come noi (Jake and the Fatman) – serie TV, un episodio (1990)
- Over My Dead Body – serie TV, un episodio (1990)
- Dallas – serie TV, 5 episodi (1990)
- I Fanelli Boys (The Fanelli Boys) – serie TV, un episodio (1991)
- Civil Wars – serie TV, un episodio (1992)
- L'ispettore Tibbs (In the Heat of the Night) – serie TV, 2 episodi (1993)
- Angel Falls – serie TV, un episodio (1993)
- Beyond Belief: Fact or Fiction – serie TV, un episodio (1997)
- Rescue 77 – serie TV, un episodio (1999)
- Boston Public – serie TV, un episodio (2002)
- E.R. - Medici in prima linea (ER) – serie TV, un episodio (2004)
- NCIS - Unità anticrimine (NCIS) – serie TV, episodio 9x04 (2011)
- NCIS: Los Angeles – serie TV, un episodio (2016)
- The Romanoffs – serie TV, un episodio (2018)
- The Resident – serie TV, un episodio (2019)
- Truth Be Told – serie TV, un episodio (2019)
- Grey's Anatomy – serie TV, un episodio (2020)
- Trailerville USA – serie TV, un episodio (2020)
- Smartphone Theatre – serie TV, un episodio (2021)

### Film televisivi
- Non desiderare la donna d'altri (Thou Shalt Not Commit Adultery), regia di Delbert Mann (1978)
- Mysterious Two, regia di Gary Sherman (1982)
- When Your Lover Leaves, regia di Jeff Bleckner (1983)
- Triplo gioco (Triplecross), regia di David Greene (1986)
- Passione mortale (Dangerous Passion), regia di Michael Miller (1990)
- 83 ore fino all'alba (83 Hours 'Til Dawn), regia di Donald Wrye (1990)
- Inganno fatale (The Set Up), regia di Strathford Hamilton (1995)
- Un fidanzato per Natale (A Boyfriend for Christmas), regia di Kevin Connor (2004)

### Cortometraggi
- Restive Planet (2004)
- The Box (2009)
- Frankie (2018)
- Still Here (2019)

## Doppiatrici italiane
Nelle versioni italiane dei suoi film, Shannon Wilcox è stata doppiata da:
- Germana Dominici in Frontiera
- Isabella Pasanisi in Per vincere domani - The Karate Kid